# Краснополье (Брасовский район)
Краснополье (историческое название — Глушня, Глушья) — деревня в Брасовском районе Брянской области, в составе Глодневского сельского поселения.

## География
Расположена в 3 км к югу от села Глоднево.

## История
Упоминается с первой половины XVII века в составе Глодневского стана Комарицкой волости; входила в приход села Глоднева. До 1778 года в Севском уезде, в 1778—1782 гг. в Луганском уезде, с 1782 по 1928 гг. — в Дмитровском уезде Орловской губернии (с 1861 — в составе Глодневской волости).
В XIX веке — владение Кушелевых-Безбородко; была известна гончарным ремеслом.
С 1929 года — в Брасовском районе.
В 1964 г. Указом Президиума ВС РСФСР село Глушня переименовано в Краснополье.

## Население
| 2010 | 2013 |
| ---- | ---- |
| 10   | ↘9   |

| Годы      | 1858 | 1866 | 1878 | 1893 | 1920 | 1979 | 1989 | 2002 | 2010 | 2020 |
| Население | 571  | 629  | 666  | 785  | 923  | 185  | 69   | 28   | 15   | 6    |